# Eclipsă de Lună
O eclipsă de Lună are loc atunci când Luna, în mișcarea ei în jurul Pământului, intră în umbra acestuia. Aceasta se întâmplă când Soarele, Pământul și Luna sunt aliniate suficient de exact (eclipsă parțială). Întotdeauna „faza” Lunii la o eclipsă de Lună este cea de Lună plină. Timpul și durata ei depind de poziția relativă și poziția de pe linia nodurilor. 

## Descriere

Traiectoria Lunii se intersectează cu ecliptica de 2 ori pe an. Linia ce rezultă se numește linia nodurilor. O eclipsă poate avea loc doar în apropierea acelui nod, și doar dacă Luna este plină. Aproximativ 6 luni despart cele 2 puncte.

Eclipse de Lună au loc de cel puțin 2 ori pe an, atunci când razele solare sunt împiedicate de către Pământ să ajungă la Lună. În timpul unei eclipse de Lună, Luna este mereu în faza de Lună Plină. Dacă ne-am găsi pe Soare în timpul producerii eclipsei, Luna s-ar ascunde în spatele Pământului. Orbita Lunii fiind înclinată cu 5 grade față de planul orbitei Pământului, ecliptica, cele mai multe Luni Pline nu aduc eclipse de Lună, Luna fiind ori prea la nord, ori prea la sud față de conul de umbră a Pământului.

O diagramă schematică ce reprezintă pozițiile Soarelui, Pământului și a Lunii la o Eclipsă de Lună. Se vede conul de umbră (central) și penumbră (periferic)

Pentru a se realiza o eclipsă de Lună, nodul ascendent sau nodul descendent trebuie să se afle în apropierea celor 2 puncte (noduri lunare).
Conul de umbră a Pământului poate fi împărțit astfel: umbra și penumbra. În porțiunea de umbră nu există niciun fel de lumină solară directă. Totuși,datorită diametrului unghiular mare al Soarelui, mai există și o iluminare parțială, în afara umbrei Pământului, această porțiune numindu-se penumbră.
O „eclipsă penumbrială” apare atunci când Luna e în penumbra Pământului. Penumbra nu cauzează modificări importante, adică nu se întunecă pe suprafața Lunii, deși mulți spun că totuși suprafața Lunii devine un pic gălbuie. Un tip foarte rar de eclipsă penumbrală este „eclipsa penumbrială totală”, în timpul căreia Luna stă în întregime în penumbra Pământului.
O „eclipsă parțială de Lună” apare atunci când numai o porțiune din Lună intră în umbra Pământului. Când întreaga suprafață a Lunii trece în umbra Pământului asistăm la o „eclipsă totală de Lună”. Viteza Lunii prin umbra Pământului este de un kilometru pe secundă (3600 km/h), și trecerea poate dura în total aproape 107 minute. Totuși timpul de la primul contact al Lunii cu conul de umbră al Pământului până la ultimul contact este mult mai mare, putând dura chiar și 6 ore. Cea mai lungă eclipsă totală lunară dintre 1000 î.Hr. și 3000 d.Hr. a durat 1 oră, 47 minute, 14 secunde și a avut loc în anul 31 mai 318. Distanța relativă între Pământ și Lună în momentul eclipsei poate afecta durata ei. În mod particular, când Luna este la apogeu (punctul cel mai îndepărtat față de Pământ de pe orbita Lunii), distanța orbitală a Lunii este mai mică. Diametrul umbrei nu scade așa de mult odată cu distanța.
Un „selenelion” sau „selenehelion” este un tip de eclipsă când atât Luna eclipsată cât și Soarele se pot vedea în același timp. Acest aranjament cosmic particular a dus la apariția termenului de „eclipsă orizontală”. Poate fi obsevată imediat după răsărit sau înainte de apus.

## Aspect
Luna nu dispare complet în timp ce trece prin umbră datorită refracției luminii solare de către atmosfera terestră în conul de umbră. Dacă Pământul nu ar avea atmosferă, Luna s-ar întuneca aproape de tot, rămânând iluminată doar prin difracție. Culoarea este roșcată pentru că lumina venită de la Soare trece prin atmosfera Pământului, unde radiația cu lungimi de undă mai mici este împrăștiată mai puternic (ceea ce explică culoarea albastră a cerului văzut de pe Pământ). Același efect are loc și la apus și la răsărit, când Soarele se vede roșcat pentru că în drumul razant al luminii lungimile de undă mai mari se transmit mai bine. Cantitatea de lumină refractată depinde de cantitatea de praf din norii care se află în atmosferă.
Următoarea scară (Scara Danjon), creată de André Danjon este pentru departajarea eclipselor în funcție de suprafața discului lunar întunecat:
L=0: Eclipsă foarte întunecată. Luna aproape invizibilă, în special în partea de mijloc.
L=1: Eclipsă întunecată,gri sau maro ca și colorație. Detaliile se văd cu mare dificultate.
L=2: Foarte roșie, întunecată central, în schimb extremitățile foarte luminoase.
L=3: Eclipsă roșie-cărămiziu. Umbra are un accent gălbui.
L=4: Foarte luminoasă,de nuanță roșu deschis sau oranj. Nuanțe foarte deschise. Se disting detalii foarte ușor.

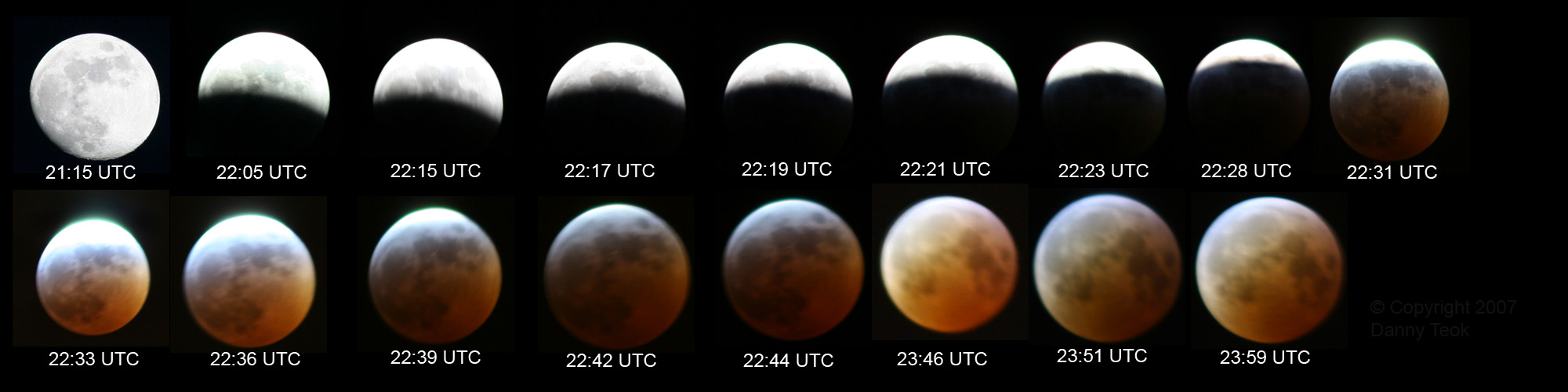
Eclipsa din 3 martie 2007 văzută din Leeds, Anglia.

## Cicluri ale eclipselor

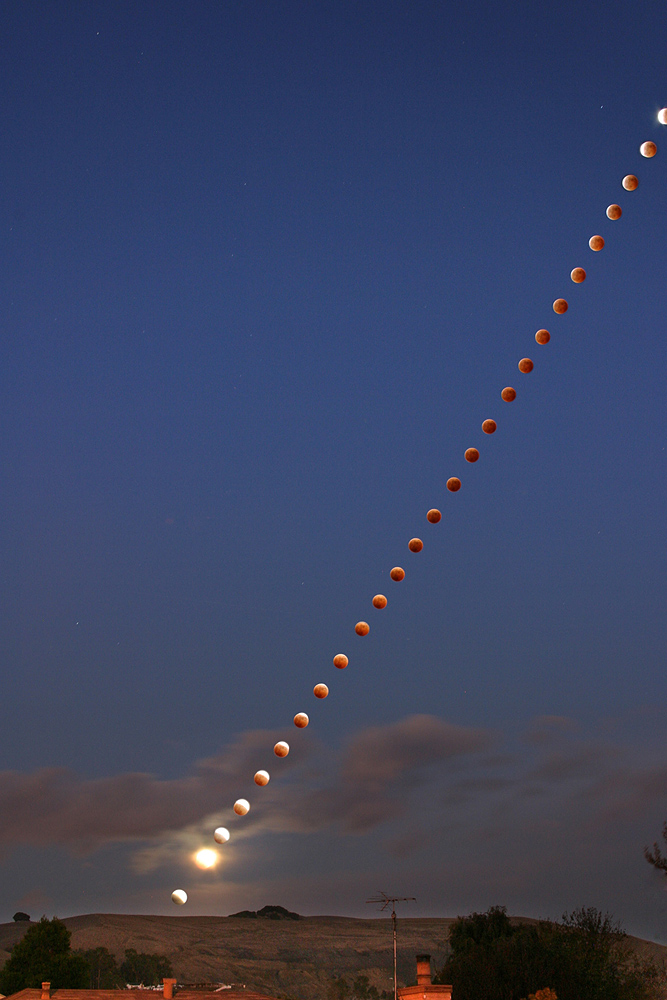
Poză cu expunere multiplă a unei eclipse de Lună văzute din nordul Californiei, în octombrie 2004.

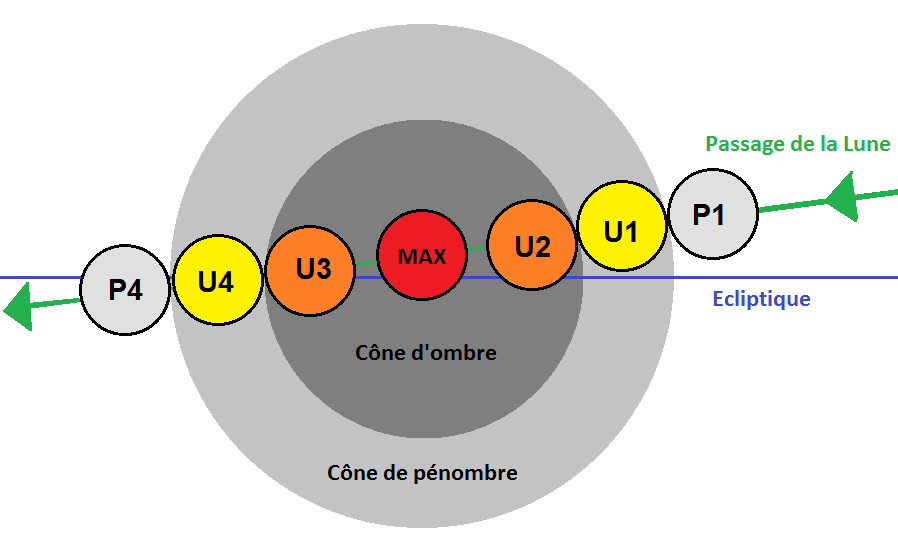
Diagramă a unei eclipse de Lună și puncte de referință: P1: Imersiune în penumbră; U1: Imersiune în conul de umbră; U2: Începutul eclipsei totale; MAX: Maximul; U3: Sfârșitul eclipsei totale; U4: Emersiune din conul de umbră; P2: Emersiune din penumbră

În fiecare an sunt cel puțin 2 eclipse de Lună. Dacă știi data și ora unei eclipse poți prezice următoarele eclipse folosind cicluri ale eclipselor precum este ciclul Saros. Spre deosebire de o eclipsă de Soare, care poate fi văzută numai de o relativ mică parte de pe planetă, o eclipsă lunară poate fi vazută de pretutindeni dacă este noapte.

## Eclipsele de Lună din anii 2004 - 2022 (timpUTC)
| Data               | Imersiune penumbră | Imersiune conul de umbră | Începutul eclipsei totale | Maximul/tipul de eclipsă    | Sfârșitul eclipsei totale | Emersiune conul de umbră | Emersiune penumbră | Mărime |
| 4 mai 2004         | 18:51              | 19:48                    | 20:52                     | 21:30 / totală              | 22:08                     | 23:12                    | 00:09              | 1,309  |
| 28 octombrie 2004  | 01:06              | 02:14                    | 03:23                     | 04:04 / totală              | 04:44                     | 05:53                    | 07:03              | 1,314  |
| 24 aprilie 2005    | 07:50              | -                        | -                         | 09:55 / parțial-penumbrială | -                         | -                        | 12:00              | 0,890  |
| 17 octombrie 2005  | 09:51              | 11:34                    | -                         | 12:03 / parțială            | -                         | 12:32                    | 14:15              | 0,069  |
| 14 martie 2006     | 21:21              | -                        | -                         | 23:47 / total-penumbrială   | -                         | -                        | 01:13              | 1,056  |
| 7 septembrie 2006  | 17:42              | 19:05                    | -                         | 19:51 / parțială            | -                         | 20:37                    | 22:00              | 0,189  |
| 3 martie 2007      | 20:16              | 21:30                    | 22:43                     | 23:20 / totală              | 23:57                     | 01:11                    | 02:25              | 1,237  |
| 28 august 2007     | 07:52              | 08:51                    | 09:52                     | 10:37 / totală              | 11:23                     | 12:24                    | 13:22              | 1,481  |
| 21 februarie 2008  | 00:35              | 01:42                    | 03:00                     | 03:26 / totală              | 03:51                     | 05:09                    | 06:17              | 1,112  |
| 16 august 2008     | 19:23              | 20:35                    | -                         | 22:10 / parțială            | -                         | 23:44                    | 00:57              | 0,812  |
| 9 februarie 2009   | 12:37              | -                        | -                         | 14:38 / parțial-penumbrială | -                         | -                        | 16:40              | 0,925  |
| 7 iulie 2009       | 08:33              | -                        | -                         | 09:39 / parțial-penumbrială | -                         | -                        | 10:44              | 0,182  |
| 6 august 2009      | 00:01              | -                        | -                         | 01:39 / parțial-penumbrială | -                         | -                        | 03:17              | 0,428  |
| 31 decembrie 2009  | 17:15              | 18:51                    | -                         | 19:22 / parțială            | -                         | 19:53                    | 21:30              | 0,081  |
| 26 iunie 2010      | 08:55              | 10:16                    | -                         | 11:38 / parțială            | -                         | 13:00                    | 14:21              | 0,543  |
| 21 decembrie 2010  | 05:28              | 06:32                    | 07:40                     | 08:17 / totală              | 08:54                     | 10:02                    | 11:06              | 1,261  |
| 15 iunie 2011      | 18:23              | 19:23                    | 00:40                     | 20:13 / totală              | 21:03                     | 22:02                    | 23:12              | 1,706  |
| 10 decembrie 2011  | 11:32              | 12:45                    | 14:06                     | 14:32 / totală              | 14:58                     | 16:18                    | 17:32              | 1,110  |
| 4 iunie 2012       | 08:46              | 09:59                    | -                         | 11:03 / parțială            | -                         | 12:07                    | 13:20              | 1,377  |
| 28 noiembrie 2012  | 12:13              | -                        | -                         | 14:33 / parțial-penumbrială | -                         | -                        | 16:53              | 0,942  |
| 25 aprilie 2013    | 18:02              | 19:52                    | -                         | 20:07 / parțială            | -                         | 20:23                    | 22:13              | 0,019  |
| 25 mai 2013        | 03:43              | -                        | -                         | 04:10 / parțial-penumbrială | -                         | -                        | 04:37              | 0,04   |
| 18 octombrie 2013  | 21:48              | -                        | -                         | 23:50 / parțial-penumbrială | -                         | -                        | 01:52              | 0,792  |
| 15 aprilie 2014    | 04:52              | 05:58                    | 07:07                     | 07:46 / totală              | 08:25                     | 09:34                    | 10:39              | 1,295  |
| 8 octombrie 2014   | 08:14              | 09:15                    | 10:25                     | 10:55 / totală              | 11:25                     | 12:35                    | 13:35              | 1,172  |
| 4 aprilie 2015     | 09:00              | 10:16                    | 11:54                     | 12:00 / totală              | 12:06                     | 13:45                    | 15:01              | 1,005  |
| 28 septembrie 2015 | 00:10              | 01:07                    | 02:11                     | 02:47 / totală              | 03:24                     | 04:28                    | 05:24              | 1,282  |
| 23 martie 2016     | 09:37              | -                        | -                         | 11:47 / parțial-penumbrială | -                         | -                        | 13:58              | 0,801  |
| 18 august 2016     | 09:25              | -                        | -                         | 09:43 / parțial-penumbrială | -                         | -                        | 10:01              | 0,015  |
| 16 septembrie 2016 | 16:53              | -                        | -                         | 18:54 / parțial-penumbrială | -                         | -                        | 20:56              | 0,933  |
| 11 februarie 2017  | 22:32              | -                        | -                         | 00:44 / total-penumbrială   | -                         | -                        | 02:56              | 1,015  |
| 7 august 2017      | 15:48              | 17:22                    | -                         | 18:21 / parțială            | -                         | 19:19                    | 20:53              | 0,250  |
| 31 ianuarie 2018   | 10:50              | 11:48                    | 12:52                     | 13:30 / totală              | 14:08                     | 15:12                    | 16:10              | 1,321  |
| 27 iulie 2018      | 17:13              | 18:24                    | 19:30                     | 20:22 / totală              | 21:14                     | 22:20                    | 23:31              | 1,613  |
| 21 ianuarie 2019   | 02:35              | 03:34                    | 04:41                     | 05:12 / totală              | 05:44                     | 06:51                    | 07:50              | 1,201  |
| 16 iulie 2019      | 18:42              | 20:01                    | -                         | 21:31 / parțială            | -                         | 23:00                    | 00:20              | 0,659  |
| 10 ianuarie 2020   | 17:06              | -                        | -                         | 19:10 / parțial-penumbrială | -                         | -                        | 21:15              | 0,920  |
| 5 iunie 2020       | 17:44              | -                        | -                         | 19:25 / parțial-penumbrială | -                         | -                        | 21:07              | 0,594  |
| 5 iulie 2020       | 03:04              | -                        | -                         | 04:30 / parțial-penumbrială | -                         | -                        | 05:56              | 0,381  |
| 30 noiembrie 2020  | 07:30              | -                        | -                         | 09:43 / parțial-penumbrială | -                         | -                        | 11:56              | 0,854  |
| 26 mai 2021        | 08:47              | 09:44                    | 11:11                     | 11:18 / totală              | 11:25                     | 12:52                    | 13:49              | 1,954  |
| 19 noiembrie 2021  | 06:02              | 07:18                    | -                         | 09:04 / parțială            | -                         | 10:47                    | 12:03              | 2,098  |
| 16 mai 2022        | 01:32              | 02:27                    | 03:29                     | 04:11:29 / totală           | 04:53                     | 05:55                    | 06:50              | 2,397  |

## Galerie

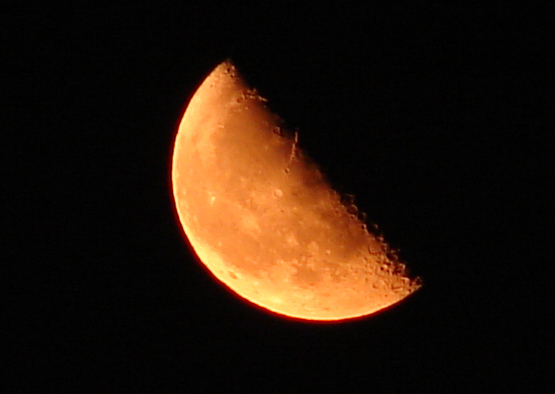
Mai 2006
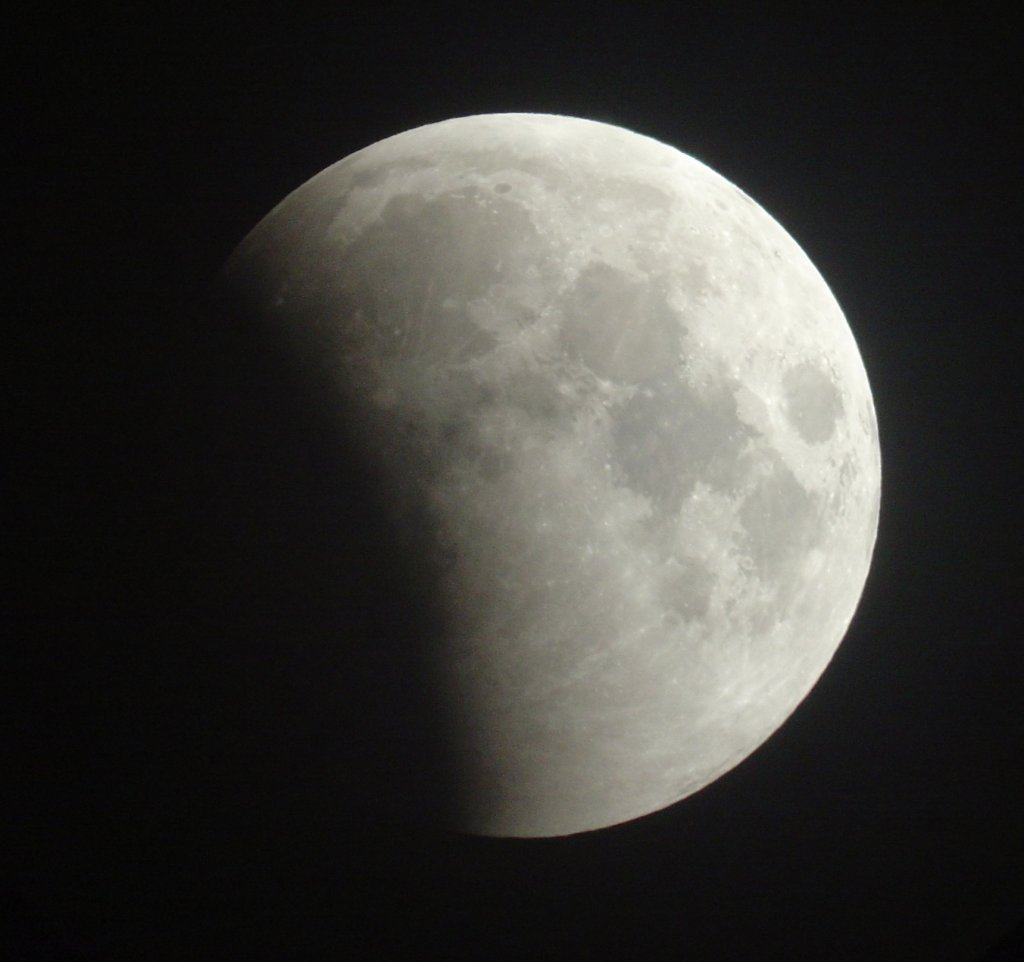
Eclipsa de Lună din 3 martie 2007
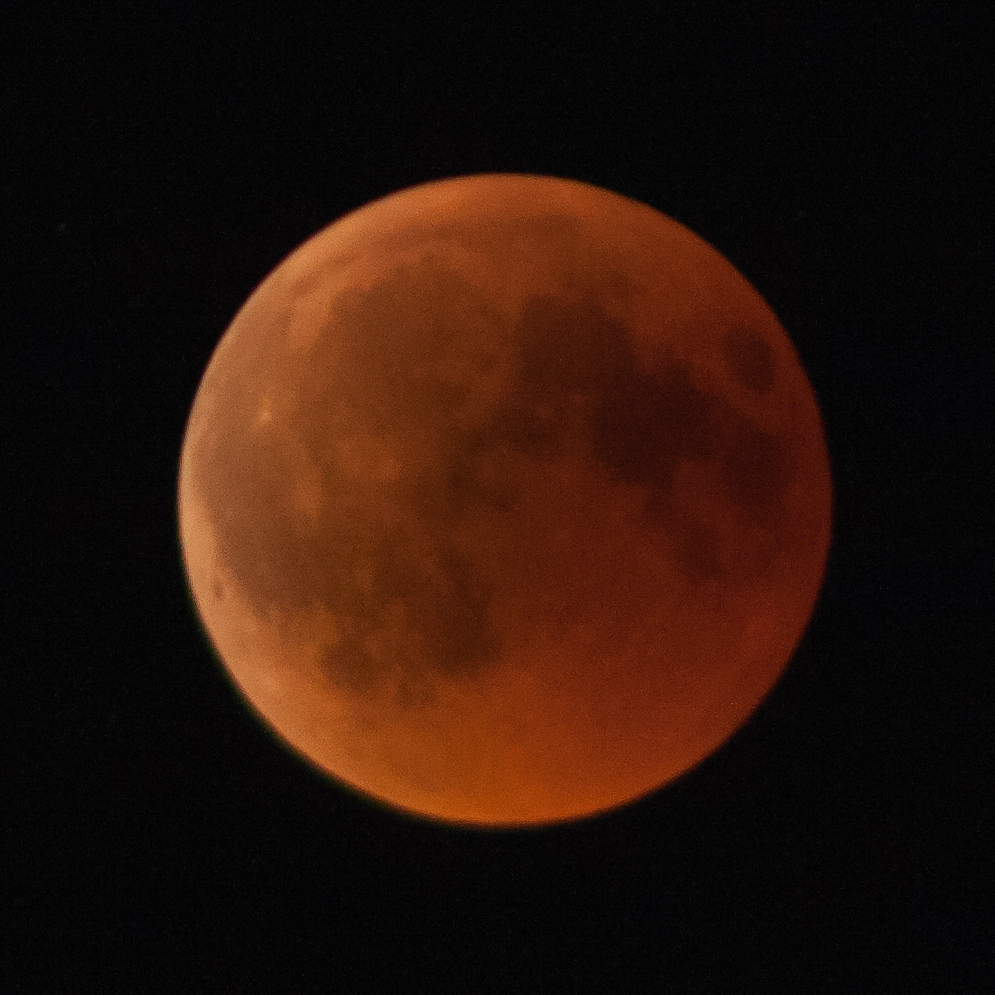
Eclipsa de Lună din 27 iulie 2018, văzută din Lonsee, în Germania, la 20:53 UTC
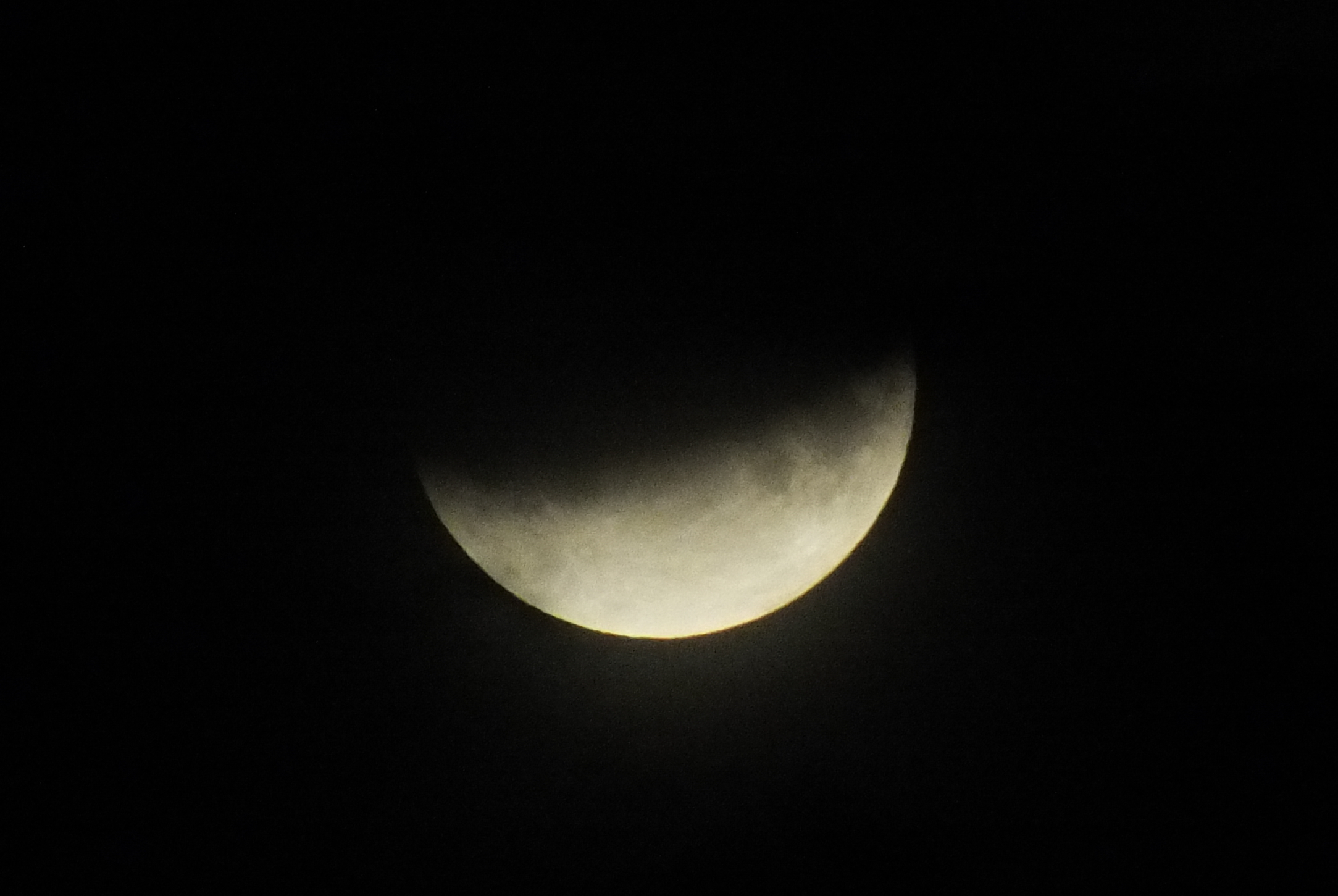
Eclipsa parțială de Lună, din 16 iulie 2019, văzută de la Moscova (Federația Rusă), cu puțin timp înainte de faza maximă.
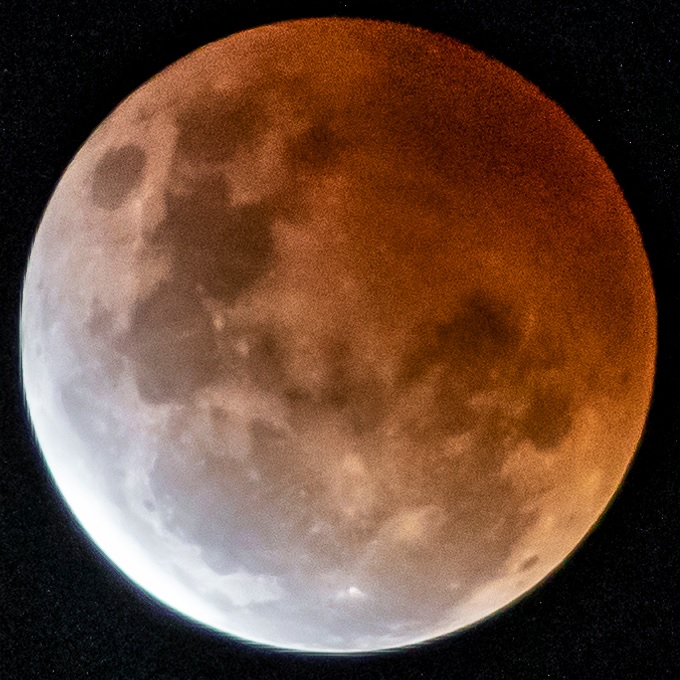
Imagine a eclipsei din 26 mai 2021, fotografiate în Geelong, statul Victoria, Australia.